# Cruregens fontanus
Cruregens fontanus is een pissebed uit de familie Paranthuridae. De wetenschappelijke naam van de soort is voor het eerst geldig gepubliceerd in 1882 door Charles Chilton.